# 기동전사 건담 ZZ

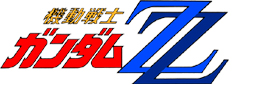
《기동전사 건담 ZZ》의 타이틀 로고

《기동전사 건담 ZZ》(일본어: 機動戦士ガンダムΖΖ)은 일본 선라이즈가 제작한 건담 시리즈의 텔레비전 애니메이션이다. 《기동전사 Z 건담》의 직접적인 속편으로 만들어진 건담 시리즈 중 하나이다. 1986년 3월 1일부터 1987년 1월 31일까지 나고야 텔레비전이 제작하여 TV 아사히 계에서 매주 토요일 17시 30분부터 18시 00분까지 전 47회가 방송됐다.

## 같이 보기
- 기동전사 건담
- 기동전사 Z 건담